# Ane Aldalur
Ane Miren Aldalur Soto (San Sebastián, 30 de junio de 1989) es una jugadora de baloncesto española.

## Biografía
Ane Aldalur nació en San Sebastián en 1989. Se diplomó en 2012 en Ciencia y Tecnología de los alimentos por la UPV/EHU. Máster de Calidad y Seguridad Alimentaria durante en 2014 por la UPV/EHU. Estudiante de doctorado en la UPV/EHU desde 2015.

## Trayectoria
Forjada en el C.D. Bera Bera (desde 2009 llamado Club Deportivo Ibaeta, y filial del IDK Gipuzkoa), la donostiarra es capaz de jugar en diferentes posiciones, y eso es una ventaja para ella. Destaca su actuación en la Fase de la temporada 2012-13, donde además de quedar campeona con su equipo, fue la máxima anotadora del Torneo.
En Liga Regular de la temporada 2015-2016 consiguió con el club Araski AES el campeonato de Liga Femenina 2, y ascenso a Liga Femenina. Jugó una media de 24 minutos con 9 puntos y 3’2 rebotes, para una valoración media de 8’3 puntos. Sobresalió en el segundo derbi ante GDKO Ibaizabal, donde fue MVP de la jornada 14 alcanzando los 39 puntos de valoración (31 puntos y 8 rebotes). En la Fase de Ascenso a Liga Femenina también tuvo un papel destacado, sobre todo en la final, siendo la jugadora que más tiempo estuvo en pista y ayudando a su equipo con 10 puntos.

## Clubes
- 2003-2005 BERA BERA RT, Cadete Femenino.
- 2005-2007 BERA BERA RT, Junior Femenino.
- 2007-2015 BERA BERA RT (pasó a llamarse IBAETA CD en 2009), Primera División Femenino.
- 2015-2016 Araski AES. Liga Femenina 2.
- 2016-2017 Araski AES Liga Femenina.

## Selección de Euskadi
Es una de las jugadoras habitual en los esquemas de Jon Txakartegi con la Selección de Euskadi. En 2015 fue convocada por la Selección de Euskadi Absoluta para los enfrentamientos ante Venezuela en Vitoria y Tolosa.

## Palmarés

### Campeonatos nacionales
| Título                          | Club       | País   | Año  |
| ------------------------------- | ---------- | ------ | ---- |
| Primera División Femenina       | Ibaeta CD  | España | 2013 |
| Liga Femenina 2                 | Araski AES | España | 2016 |
| Semifinalistas Copa de la Reina | Araski AES | España | 2017 |
| Semifinalistas Liga Femenina 1  | Araski AES | España | 2017 |